# 萬川集海
《萬川集海》（まんせんしゅうかい、ばんせんしゅうかい）是延寳4年（1676年），伊賀國鄉士藤林長門守的子孫藤林左武次保武所著的忍術兵法書。全22巻、別巻1。

## 概要
書名仿自中國成語「海納百川」之意。抄本有大原勝井家本等。
由正心篇・將知篇・陽忍篇・陰忍篇・天時篇・忍器篇（關於水蜘蛛等忍器）等所構成。以下是書中記載的「陰人之上手十一人」。
- 野村之孫太夫
- 新堂之小太郎
- 楯岡之道順
- 下柘植之木猿
- 下柘植之小猿
- 音羽之城戶
- 山田之八右衛門
- 湯舟之藤林長門
- 上野之左
- 高山之太郎四郎
- 高山之太郎左右門
- 喰代之百地丹波

## 關連項目
- 伊賀流
- 甲賀流
- 藤林氏